# Angelo Manzini
Angelo Manzini (Desenzano del Garda, 1842 – Chiari, 16 novembre 1909) è stato un avvocato e politico italiano, presidente della Deputazione provinciale di Brescia dal 1891 al 1893.

## Biografia
Fu avvocato presso il Tribunale di Brescia. Si avvicinò al Club liberale, associazione costituita dai liberali progressisti bresciani negli anni settanta dell'Ottocento e che era capeggiata da Giuseppe Zanardelli.
Nel 1882 fu eletto nel consiglio provinciale in rappresentanza del mandamento di Lonato. Nel novembre dello stesso anno fu eletto alla deputazione rimanenendovi fino all'agosto seguente. Nell'organo esecutivo dell'amministrazione provinciale ottenne incarichi di durata annuale anche nell'agosto 1884 e 1887. Nel dicembre 1889 appartenne alla deputazione guidata dal primo presidente eletto dal consiglio provinciale, Diogene Valotti, a cui gli successe il 18 settembre 1891. Sotto la sua gestione si delinearono i progetti per il Manicomio provinciale e per il brefotrofio. Terminò l'incarico il 14 agosto 1893, quando fu sostituito dallo zanardelliano Giovanni Quistini. Rimase in consiglio provinciale e venne confermato in occasione delle elezioni provinciali generali del 1895 e in quelle parziali dell'estate 1902.
Morì a Chiari il 16 novembre 1909. I funerali si tennero nella città clarense, mentre la salma fu trasferita al cimitero di Desenzano, dove Manzini era nato e dove era posta la tomba di famiglia.